# Idaea sriginaria
Idaea sriginaria är en fjärilsart som beskrevs av Andreas 1929. Idaea sriginaria ingår i släktet Idaea och familjen mätare. Inga underarter finns listade i Catalogue of Life.